# Габріел Бошилья
Габріел Бошилья (порт. Gabriel Boschilia, нар. 5 березня 1996, Пірасікаба) — бразильський футболіст, фланговий півзахисник «Інтернасьйонал».

## Клубна кар'єра
Народився 5 березня 1996 року в місті Пірасікаба. Вихованець юнацьких команд футбольних клубів «Гуарані» (Кампінас) та «Сан-Паулу». У 2014 році він був підвищений в першу команду «Сан-Паулу» і дебютував за неї 20 квітня 2014 року в матчі проти клубу «Ботафого». Всього провів у команді трохи більше року, взявши участь у 24 матчах чемпіонату та 12 іграх чемпіонату штату. Більшість часу, проведеного у складі «Сан-Паулу», був основним гравцем команди.
10 серпня 2015 перейшов у «Монако» за 9 мільйонів євро, підписавши п'ятирічну угоду. Дебютував у Лізі 1 20 серпня в матчі проти «Лор'яна» (1:2), замінивши Адама Траоре на 78-й хвилині матчу. Тим не менш закріпитись у складі «монегасків» молодий бразилець не зумів, зігравши до кінця року лише 6 ігор в усіх турнірах, тому 9 січня 2016 року перейшов на правах оренди в бельгійський «Стандард» до кінця сезону.
Влітку 2016 року повернувся до «Монако». Цього разу провів у складі команди два сезони, але знову основним гравцем не став, тому на сезон 2018/19 був відданий в оренду в «Нант», відігравши за команду з Нанта 29 матчів в національному чемпіонаті і зайнявши 12 місце в Лізі 1.
Улітку 2019 повернувся з оренди назад до «Монако», але так і не став гравцем основного складу, зігравши лише 5 матчів чемпіонату, причому жодного повністю.
28 січня 2020 повернувся до Бразилії, підписавши контракт з «Інтернасьйоналом».

## Виступи за збірні
У складі юнацької збірної Бразилії (U-17) взяв участь у юнацькому чемпіонаті Південної Америки, де Бразилія посіла третє місце і отримала шанс того ж року зіграти на юнацькому чемпіонаті світу. Там бразильці вилетіли в чвертьфіналі, але сам Бошилья став найкращим бомбардиром команди з 6 голами у 4 матчах і здобув «Бронзовий бутс» турніру. Загалом на юнацькому рівні взяв участь у 10 іграх, відзначившись 8 забитими голами.
Протягом 2014—2015 років залучався до складу молодіжної збірної Бразилії. У її складі поїхав на молодіжний чемпіонат світу 2015 року, де забив два м'ячі і допоміг своїй команді стати срібним призером турніру. Всього на молодіжному рівні зіграв у 7 офіційних матчах, забив 2 голи.

## Статистика виступів

### Статистика клубних виступів
| Сезон                 | Команда               | Чемпіонат             | Чемпіонат | Чемпіонат | Національний кубок | Національний кубок | Національний кубок | Континентальні кубки | Континентальні кубки | Континентальні кубки | Інші змагання | Інші змагання | Інші змагання | Усього | Усього |
| Сезон                 | Команда               | Ліга                  | Ігор      | Голів     | Ліга               | Ігор               | Голів              | Ліга                 | Ігор                 | Голів                | Ліга          | Ігор          | Голів         | Ігор   | Голів  |
| --------------------- | --------------------- | --------------------- | --------- | --------- | ------------------ | ------------------ | ------------------ | -------------------- | -------------------- | -------------------- | ------------- | ------------- | ------------- | ------ | ------ |
| 2014                  | «Сан-Паулу»           | ЛП+A                  | 4+18      | 0+1       | КБ                 | 3                  | 0                  | КЛ                   | 3                    | 1                    | -             | -             | -             | 28     | 2      |
| 2015                  | «Сан-Паулу»           | ЛП+A                  | 8+6       | 2+1       | КБ                 | 0                  | 0                  | КЛ                   | 2                    | 0                    | -             | -             | -             | 16     | 3      |
| Усього за «Сан-Паулу» | Усього за «Сан-Паулу» | Усього за «Сан-Паулу» | 12+24     | 2+2       |                    | 3                  | 0                  |                      | 5                    | 1                    |               | -             | -             | 44     | 5      |
| 2015–16               | «Монако»              | Л1                    | 5         | 0         | КФ+КЛ              | 1+0                | 0                  | ЛЄ                   | 0                    | 0                    | -             | -             | -             | 6      | 0      |
| 2015–16               | «Стандард» (Льєж)     | ЛЖ                    | 10        | 2         | КБ                 | 2                  | 0                  | -                    | -                    | -                    | -             | -             | -             | 12     | 2      |
| 2016–17               | «Монако»              | Л1                    | 11        | 6         | КФ+КЛ              | 2+1                | 0+2                | ЛЧ                   | 2                    | 0                    | -             | -             | -             | 16     | 8      |
| 2017–18               | «Монако»              | Л1                    | 5         | 0         | КФ+КЛ              | 0+1                | 0                  | ЛЧ                   | 1                    | 0                    | СФ            | -             | -             | 7      | 0      |
| 2018–19               | «Нант»                | Л1                    | 29        | 4         | КФ+КЛ              | 2+1                | 1+0                | -                    | -                    | -                    | -             | -             | -             | 32     | 5      |
| 2019–20               | Л1                    | 5                     | 0         | КФ+КЛ     | 1+0                | 0                  | -                  | -                    | -                    | -                    | -             | -             | 6             | 0      |        |
| Усього за «Монако»    | Усього за «Монако»    | Усього за «Монако»    | 26        | 6         |                    | 6                  | 2                  |                      | 3                    | 0                    |               | -             | -             | 35     | 8      |
| Усього за кар'єру     | Усього за кар'єру     | Усього за кар'єру     | 101       | 14        |                    | 14                 | 3                  |                      | 8                    | 1                    |               | -             | -             | 123    | 18     |